# Cassius Marcellus Clay
Cassius Marcellus Clay (Contea di Madison, 19 ottobre 1810 – Contea di Madison, 22 luglio 1903) è stato un politico, diplomatico e militare statunitense, sostenitore della causa abolizionista, tra i padri fondatori del Partito Repubblicano nel Kentucky. Fu nominato ambasciatore degli Stati Uniti in Russia sotto la presidenza di Abraham Lincoln

## Biografia
Figlio di Green Clay, uno dei più facoltosi latifondisti e proprietario di schiavi del Kentucky, studiò alla Transylvania University tra il 1829 ed il 1831, e lo Yale College dal 1831 al 1832 dove ricevette il suo bachelor's degree. Dopo aver fatto ritorno alla Transylvania University per studiare legge nel 1833, sposò Mary Jane Warfield con la quale ebbe dieci figli.
Mentre frequentava lo Yale College, ebbe modo di ascoltare un discorso di William Lloyd Garrison, editore del giornale Librator, che lo ispirò ad abbracciare la causa abolizionista. Eletto per ben tre mandati (1835, 1837 e 1840) presso la Camera dei rappresentanti del Kentucky, come il suo lontano cugino Henry Clay si dimostrò di fede whig e sostenitore di un programma di sviluppo del commercio e della produzione manifatturiera su iniziativa dello Stato.

### La campagna abolizionista
Durante la crisi finanziaria del 1837, le sue convinzioni economiche lo spinsero ad abbracciare definitivamente l'abolizionismo. Secondo il suo punto di vista, il sistema della schiavitù era da condannare come la causa principale dell'arretratezza e dell'inefficienza produttiva che avevano provocato la crisi economica degli stati del profondo Sud.
Clay diffuse e promosse la sua visione critica contro lo schiavismo in una serie di discorsi, conferenze che gli fecero guadagnare l'attenzione della politica a livello nazionale. Fu autore sullo stesso argomento anche di editoriali e di pamphlet, il più noto dei quali è Slavery: The Evil— The Remedy del 1843 Tra il decennio 1830 e il 1840 fu promotore di diverse iniziative per promuovere all'interno della legislazione del Kentucky il divieto di importare schiavi da altri stati.
La sua popolarità come simpatizzante e promotore dell'abolizionismo in uno Stato dove il sistema della schiavitù era profondamente radicato lo portarono a diventare estremamente popolare tra gli abolizionisti del Nord, fu per questo che nel 1844 fu inviato per un giro di conferenze e discorsi negli stati del Nord per sfruttare questa popolarità in favore della candidatura alla Presidenza degli Stati Uniti di suo cugino Henry.
A partire dal 1845, in una delle capitali dello schiavismo, Lexington, Clay aprì la sede del suo giornale abolizionista, il The True American, tra le cui pagine si sosteneva una progressiva abolizione della schiavitù per mezzo dell'introduzione di nuove leggi costituzionali. Consapevole che la sua impresa sarebbe stata economicamente fallimentare e che le posizioni del giornale avrebbero scatenato la violenza della popolazione locale, dotò la sede del giornale di un sistema difensivo, comprendente due piccoli cannoni di piccolo calibro, e dotò il personale di fucili e pistole. Il 14 agosto 1844, a seguito di un articolo pubblicato dal True American, una folla inferocita assalì la sede del giornale e pochi giorni dopo una ingiunzione del giudice locale costrinsero Clay a porre fine alla sua attività editoriale.
Allo scoppio della guerra con il Messico nel 1846, Clay arruolò una unità di cavalleria e si trasferì al loro comando verso il fronte di guerra. Tuttavia la sua attività militare ebbe breve durata quando, durante una operazione di ricognizione, venne catturato con i suoi uomini presso Encarnación de Díaz e rimase prigioniero di guerra fino al settembre 1847. Il suo arruolamento per questo conflitto lasciò perplessi e contrariati molti suoi sostenitori del movimento abolizionista, che consideravano quella guerra frutto di una campagna di acquisizione territoriale per l'espansione della schiavitù nei nuovi territori annessi.
Di ritorno dalla sua prigionia, e allo scopo di riguadagnare reputazione tra i suoi sostenitori abolizionisti, Clay intraprese tutta una serie di iniziative a sostegno dell'emancipazione degli schiavi, come l'aiuto finanziario in favore del giornale abolizionista curato da William Shreve Bailey a Newport e al progetto di creazione di una rete di comunità e chiese abolizioniste nelle montagne del Kentucky da parte del Reverendo John Gregg Fee. Nel 1850, durante un comizio elettorale scoppiò una rissa nella quale Clay uccise Cyrus Turner, figlio del candidato avversario Squire Turner con una pugnalata, ma l'omicidio non ebbe seguito, anche a causa della rinuncia dello stesso Turner padre a perseguire penalmente Clay
Grazie a queste attività Clay ottenne nuovamente credito tra i moderati e gli abolizionisti che si organizzarono per fondare il Partito Repubblicano nel Kentucky, ed entrò a far parte sin dall'inizio dei vertici della sua organizzazione. Nel 1856 Clay partecipò al primo Republican National Committee e nel 1860 arrivò secondo nella candidatura alla Vice-Presidenza degli Stati Uniti per le elezioni del 1860.

### La nomina ad ambasciatore in Russia
L'elezione del primo repubblicano alla presidenza degli Stati Uniti, Abramo Lincoln, nel 1860 portò alla nomina di Clay ad ambasciatore degli Stati Uniti in Russia. Questa nomina viene interpretata non come un successo nella carriera politica di Clay, considerato privo delle abilità diplomatiche richieste per questo tipo di incarico, ma piuttosto come una nomina per ricompensare un personaggio politico leale e molto attivo ma tuttavia considerato non in grado di ricoprire cariche politiche ai sommi vertici dal suo stesso partito politico. Tuttavia proprio la sua personalità esuberante e genuina insieme al fatto che fosse un ex-schiavista convertitosi alla causa abolizionista consentirono a Clay di essere accolto alla corte dello zar Alessandro II di Russia con estremo favore e curiosità.
Anche in Russia, infatti, era in pieno svolgimento il processo di affrancamento dei servi della gleba con la Riforma del 1861; e la Russia, inoltre, considerava da sempre gli Stati Uniti un potenziale alleato contro il dominio navale della Gran Bretagna, mantenendo per questo motivo dei rapporti molto cordiali con questa nazione in forte espansione anche in mare e per nulla interessata allo scacchiere europeo. 
Il primo mandato in Russia di Clay, dal giugno 1861 al giugno 1862 non fu segnato da particolari iniziative, se non l'appoggio della Russia nei confronti dell'Unione; questa dichiarazione era ovvia dal momento che la Russia preferiva essere alleata degli stati più industrializzati e temeva che, se gli Stati Uniti si fossero nuovamente frammentati, alcuni di essi potessero diventare satelliti della sfera d'influenza delle potenze europee.
Nel 1862 Clay fece ritorno in patria per partecipare alla Guerra di secessione, organizzando anche questa volta un gruppo di circa 300 volontari a difesa dell'edificio della Casa Bianca a Washington, in attesa di rinforzi dal Nord. Nel 1863 Clay tornò in Russia come ambasciatore su precisa richiesta del Ministro degli esteri russo, il Principe Aleksandr Michajlovič Gorčakov. Al suo ritorno in Russia, Clay trovò la situazione molto tesa a causa dell'insurrezione di gennaio da parte dei polacchi, con la minaccia di un intervento di Francia e Gran Bretagna a loro sostegno. A scopo preventivo e dimostrativo, il 24 settembre 1863, due tra le più importanti navi della flotta da guerra russa, la fregata Aleksandr Nevskij e la nave da battaglia Peresvet, arrivarono nel porto di New York, seguite da altre quattro navi. Questa visita, patrocinata da Clay, aveva lo scopo di dimostrare la forte alleanza militare tra Stati Uniti e Russia sia contro i nemici degli Stati Confederati d'America e della loro minaccia di fare uso di navi corsare, che contro Francia e Gran Bretagna in procinto di intervenire in Polonia o al fianco dei Confederati.
Il secondo mandato da ambasciatore in Russia di Clay fu segnato tuttavia anche dal grave scandalo provocato dalle sue avventure extraconiugali, che portarono nel 1878 al divorzio con Mary Jane. Nella primavera del 1867 gli Stati Uniti acquistarono il territorio dell'Alaska dalla Russia, e Clay tentò di attribuire alle sue attività diplomatiche tutto il merito dell'operazione; tuttavia il suo ruolo in questa iniziativa diplomatica fu di secondaria importanza. Dopo l'evento dell'annessione, l'attività di Clay in Russia fu estremamente di basso profilo, una scelta voluta anche per contrastare le numerose accuse provenienti dai suoi avversari negli Stati Uniti delle sue presunte speculazioni e dei guadagni illeciti ottenuti in territorio russo.

### Declino della carriera politica
Tornato negli Stati Uniti nel 1869, Clay trovò il Partito Repubblicano dilaniato dalle lotte intestine provocate dalla politica dei Repubblicani radicali in merito al loro disegno di legge Wade-Davis Bill per la Ricostruzione degli Stati del Sud. Le critiche di Clay avevano in particolare come bersaglio l'eccessiva centralizzazione degli interventi del governo federale a scapito della volontà dei singoli Stati. Tentando di cavalcare l'onda di questo malcontento se ne fece portavoce, organizzando con altri la fondazione del Partito Liberale Repubblicano, inteso come movimento di raccolta dell'opposizione, reclamando una politica più moderata che rispettasse l'indipendenza e la sovranità degli Stati del Sud..
In occasione delle elezioni presidenziali negli Stati Uniti d'America del 1876, Clay promosse la candidatura di Horace Greely, editore del New York Tribune; tuttavia i suoi sforzi non vennero premiati e la candidatura andò a Samuel J. Tilden. La delusione per questa ulteriore occasione mancata lo indussero nelle elezioni presidenziali negli Stati Uniti d'America del 1880 a fare campagna elettorale in favore dei candidati del Partito Democratico, all'interno del quale, tuttavia, non riuscì a trovare spazio di movimento, e fu costretto nuovamente a tornare tra le file dei Repubblicani e a fare campagna in favore del loro candidato nelle elezioni presidenziali negli Stati Uniti d'America del 1884, ma non ebbe i riconoscimenti attesi dal suo profondo impegno per la causa repubblicana.
Deluso e sconfortato decise di ritirarsi nella sua dimora di White Hall per scrivere le sue memorie e occupando il resto del suo tempo a redigere lettere per diversi giornali locali come Albany Sun, North American Review e il New York Independent. Tenne anche diversi discorsi, tra i quali quello agli alunni della Yale University del 1885 e ai veterani di guerra dell'Ohio che parteciparono alla guerra con il Messico nel 1890. Morì nella sua dimora del Kentucky sprofondato nel più totale isolamento, dal momento che l'anziano ed eccentrico Clay si rifiutò di accettare qualsiasi visitatore, perseguitato dalla convinzione paranoica di essere ucciso dai molti avversari politici che si era creato nel corso della sua lunga e agitata carriera.